# تانيا هوبرلي
تانيا هوبرلي (مواليد 27 أغسطس 1992) هي لاعبة كرة طائرة شاطئية سويسرية، شاركت في الألعاب الأولمبية الصيفية 2020.